# Marion Schneider (Schauspielerin)
Marion Schneider (* 1976) ist eine deutsche Schauspielerin und Lektorin.

## Leben
Ihre Schauspielausbildung erhielt Marion Schneider an der European Film Actor School (EFAS) in Zürich. 2008 war sie in der Fernsehserie Dahoam is Dahoam in einer Episodenhauptrolle als Bremerhavener Polizistin Renée Weber im Bayerischen Fernsehen zu sehen.
Marion Schneider lebt in München.

## Filmografie
- 2001: Gott ist ein toter Fisch als Stefanie
- 2005: Dubois als Nadine Wolf
- 2008: Dahoam is Dahoam als Renée Weber (21 Folgen)
- 2016:  Geschwister_(2016) als Polizistin